# ابراهام کوئلند
ابراهام کوئلند (دانمارکی: Abraham Kurland; ۱۰ ژوئن ۱۹۱۲ – ۱۴ مارس ۱۹۹۹) کشتی‌گیر فرنگی اهل دانمارک بود.
وی در مسابقات کشوری و بین‌المللی در مجموع برندهٔ ۱ مدال نقره شده‌است.